# 舊潮州郵局
22°33′02″N 120°32′35″E / 22.550424°N 120.542933°E
舊潮州郵局，舊名潮州庄役場，是位於臺灣屏東縣潮州鎮的廳舍建築，戰後時期作為中華郵政郵局使用，今列歷史建築作屏東戲曲故事館。

## 建物
該建物屬於早期日本殖民官式的和洋混搭式建築，建築面積為253平方公尺（76.5坪）左右。
前棟屋頂為四坡面廡殿式，上舖日式黑瓦與瓦鎮。立面三間的入口內縮凸出雨庇，外表以紅色清水磚搭洗石仿石，以兩柱一組的托斯卡納柱式抬高氣勢。木窗裝設平衡錘，可上下推動。入口其上為半圓形牌頭，鏤有勳章飾，左右亦採紋飾。
後棟為雙坡式長屋，建材主以木構造以臺灣檜木與福杉為主，內有適合炙熱氣候的木造西式桁架挑高屋簷。

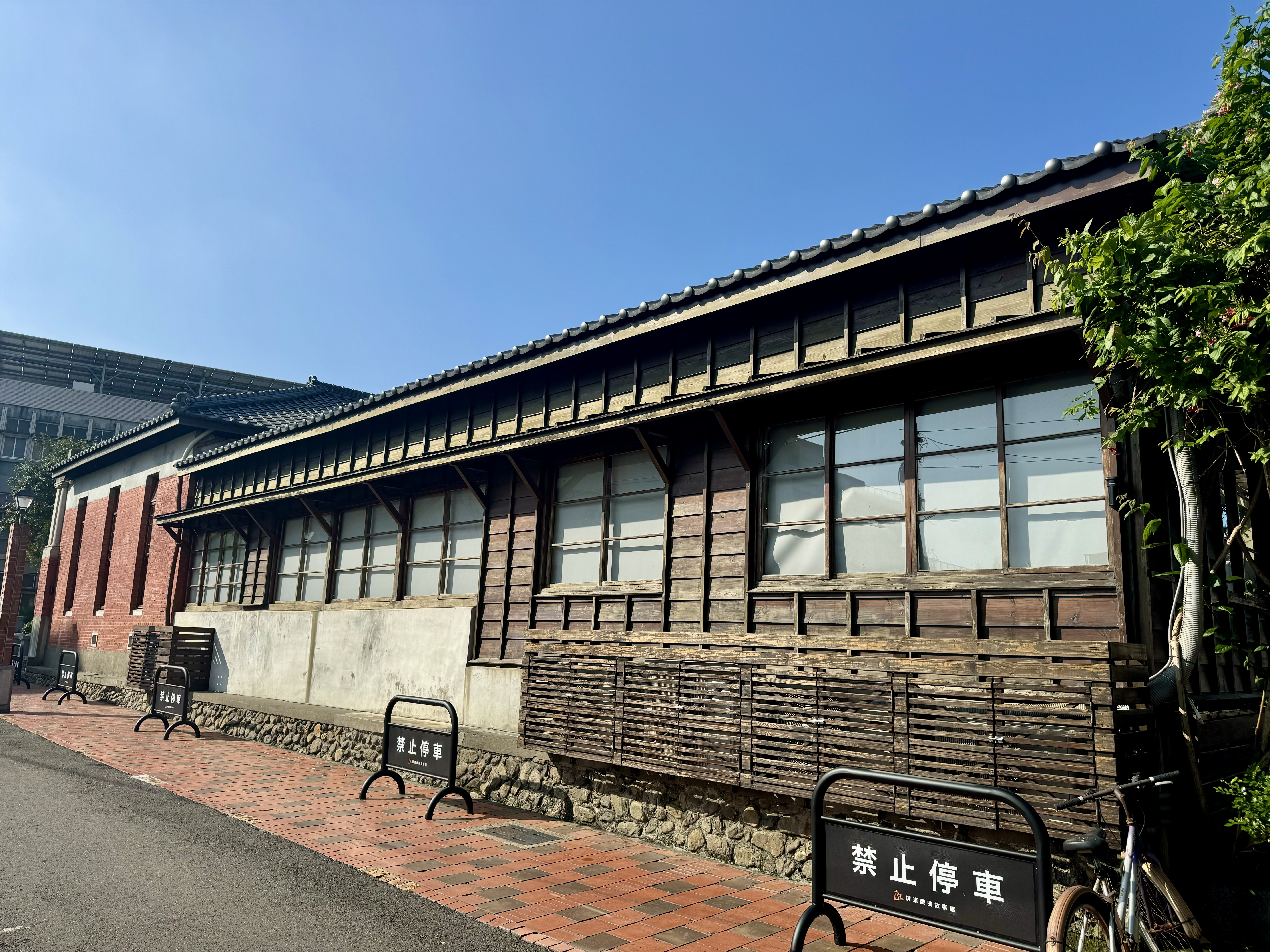
潮州庄役場後棟旁側

## 歷史
1920年，縱貫鐵路延伸至潮州，帶動當地發展。潮州庄役場建築便興建於1920年代。1936年，潮州庄役場升格為街役場，仍沿用原來廳舍。
戰後初期，潮州庄役場資產分屬電信、郵政單位。1947年，由郵政總局承租作為郵局。成為郵局後，前棟作營業場所，後棟作主管辦公室和郵務處理空間。1996年，郵局以新台幣二百餘萬元作屋頂瓦片更新、屋樑抽換等。日久，僅剩外觀保留原貌，內部則是現代化郵局。
1999年，屏東縣立文化中心委託成功大學建築系教授傅朝卿對屏東市、潮州鎮、東港鎮與恆春鎮作古蹟建築調查。傅朝卿從407棟選出潮州庄役場等46間，建議列為文化資產。
2006年2月，因屏東郵局無力負擔高額維修經費及每年25、6萬元租金，計畫向交通部申請拆除潮州庄役場以俾便標售土地。當時屏東的庄役場建築，萬巒、內埔庄、竹田、新埤、枋寮、枋山等都已不存。4月7日，潘孟安潮州服務處發起保留連署行動，由潮州服務處主任李常吉前往鎮公所拜會鎮長李光明。

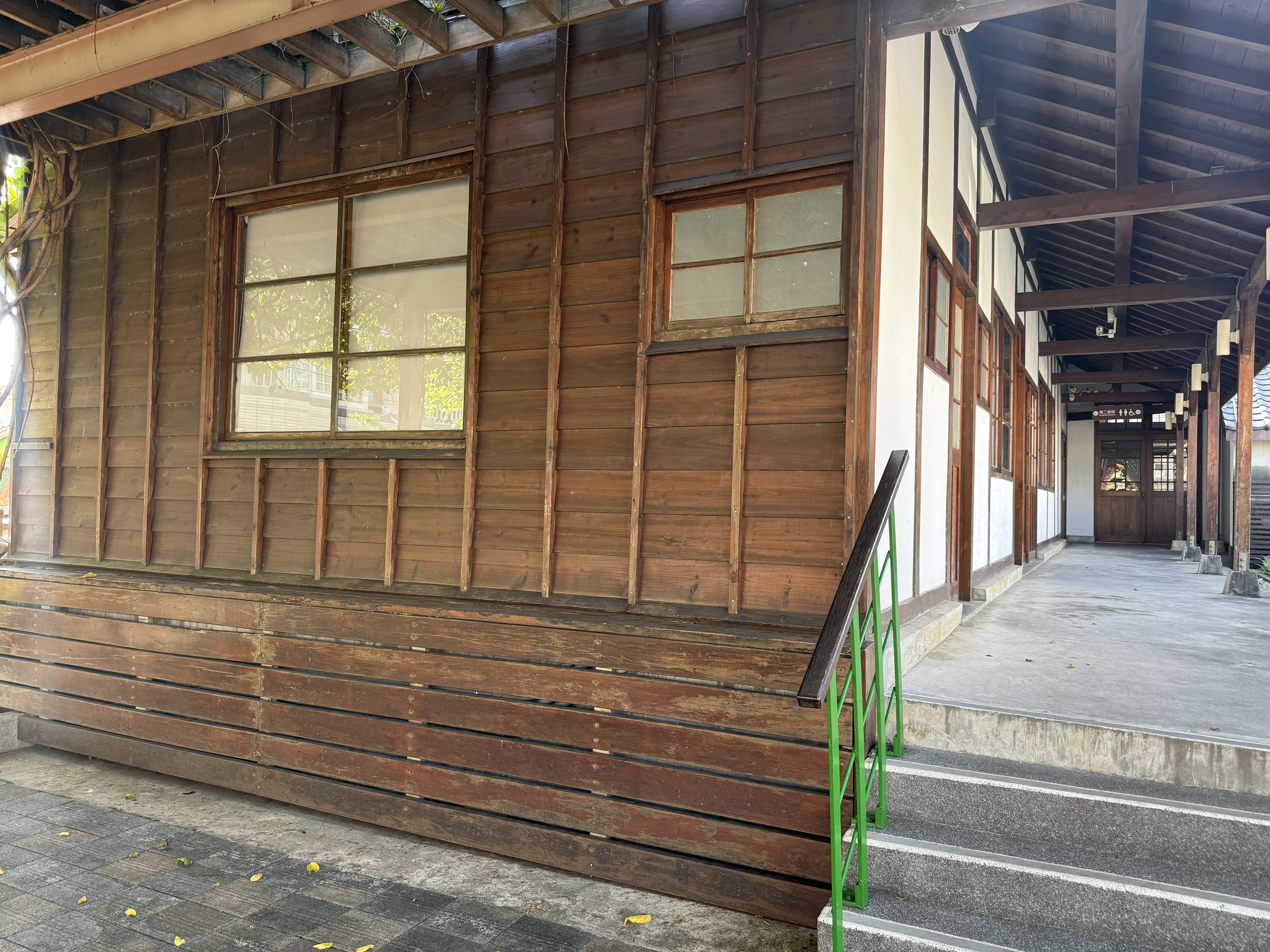
潮州庄役場迴廊

2007年3月22日，鎮長李光明表示已獲地主財團法人郵電協會同意保留。5月30日，文化局文化資產課長曾龍陽、潮庄文教協會理事長俞朝慶、代表會副主席王如芳、高雄應用科技大學教授林幸雄、永達技術學院建築工程系講師賴福林等人會勘，均認為潮州舊郵局可改作藝文休閒場所。
2010年12月27日，動工修復。2011年12月10日，以「屏東戲曲故事館」之名開幕。